# Microsoft 3D檢視器
3D檢視器（英語：3D Viewer，以前稱為Mixed Reality Viewer，更久之前又稱為View 3D）是一个三维计算机图形查看器和擴增實境应用程序，最初包含在Windows 10 1703中。它支持.fbx、.3mf、.obj和.stl以及更多文件格式。
首次啟動時，3D 檢視器會自動加載“Bee.glb”文件並在灰色背景上呈現動畫黃蜂，而不是蜜蜂。用戶可以更改視角、選擇並觀看其中一個可用動畫（在3D文件中定義）或調整3個光源中的任何一個。燈光設置可以保存為“主題”并快速應用於其他3D對象。該應用程序還具有四個“快速動畫”。這些是應用程序可以通過更改視角來展示3D對象的方式。例如，“轉盤”項目圍繞對象的緯度旋轉視點。如果運行該應用的設備配備了攝像頭，則該應用可以創建混合現實體驗，讓您可以點擊正在查看的表面，然後3D模型將落到該表面上。
3D 檢視器可以将文件发布到Remix 3D网站，在小畫家 3D中打开，或将其发送到Print 3D应用进行3D打印。在混合现实模式下，3D查看器还可以捕捉有你的3D模型的场景的照片和影像。
自Windows 11起，3D 檢視器不再包含在操作系统中，但仍可从Microsoft Store下载。